# Безенело
Безенело (итал. Besenello) је насеље у Италији у округу Тренто, региону Трентино-Јужни Тирол.
Према процени из 2011. у насељу је живело 2354 становника. Насеље се налази на надморској висини од 220 м.

## Становништво
| 1931. | 1936. | 1951. | 1961. | 1971. | 1981. | 1991. | 2001. | 2011. |
| ----- | ----- | ----- | ----- | ----- | ----- | ----- | ----- | ----- |
| 1.626 | 1.543 | 1.564 | 1.518 | 1.488 | 1.482 | 1.531 | 1.753 | 2.511 |